# Izomaltuloza

Struktura izomaltulozy

Izomaltuloza (palatynoza) – organiczny związek chemiczny z grupy disacharydów, izomer sacharozy. Jest substancją bezwonną, białą lub prawie białą, krystaliczną. Izomaltuloza znajduje zastosowanie głównie w przemyśle spożywczym. Charakteryzuje się niższym od sacharozy indeksem glikemicznym, a w procesie jej trawienia energia uwalniana jest w bardziej zrównoważony sposób i przez dłuższy czas.

## Występowanie i otrzymywanie
Izomaltuloza występuje naturalnie w miodzie oraz soku z trzciny cukrowej i buraka cukrowego.
Na skalę przemysłową otrzymywana jest z sacharozy poprzez przekształcenie na drodze enzymatycznej. Otrzymany w ten sposób produkt nosi nazwę handlową "palatynoza".

## Budowa cząsteczki
Podobnie jak sacharoza, izomaltuloza zbudowana jest z reszty glukozy i fruktozy, które połączone są wiązaniem α-1,6-glikozydowym, a nie α-1,2, jak w sacharozie.

## Właściwości

### Właściwości fizykochemiczne
Z uwagi na niższą temperaturę topnienia (120–126 °C) niż sacharoza (186 °C) oraz wyższą stabilność/większa trwałość wiązania glikozydowego niż w przypadku sacharozy, izomaltuloza w mniejszym stopniu ulega karmelizacji niż sacharoza.
Jest bardziej odporna na działanie kwasów niż sacharoza.
Ta właściwość pozwala na stosowanie jej w napojach o obniżonym pH.
Izomaltuloza jest cukrem redukującym, przez co bierze udział w reakcji Maillarda.
Izomaltuloza wykazuje właściwości antyoksydacyjne. Właściwości te są jednak znacznie mniejsze niż w przypadku klasycznych antyutleniaczy, ale z uwagi na dużą ilość cukrów w pokarmach mogą mieć znaczenie.

## Metabolizm
Trawienie izomaltulozy w organizmie człowieka jest wolniejsze niż w przypadku sacharozy. Produkty rozkładu izomaltulozy są niemal w całości wchłaniane w jelicie cienkim, co zapobiega nadmiernej fermentacji w jelicie grubym. Ponieważ izomaltuloza jest wolniej rozkładana w organizmie, powstające w ten sposób monosacharydy wchłaniane są dłużej. Izomaltuloza jest rozkładana do glukozy i fruktozy, które to dostarczają około 4 kcal/g energii, podobnie jak w przypadku sacharozy.
Izomaltuloza charakteryzuje się niższym indeksem glikemicznym (11) niż sacharoza (58–65). Jej utlenianie jest znacznie wolniejsze niż w przypadku sacharozy.
Izomaltuloza jest cukrem o mniejszej słodyczy niż sacharoza. Wynosi ona około 0,48 słodyczy sacharozy.

## Zdrowie
Badania wykazały, że izomaltuloza w połączeniu z ćwiczeniami fizycznymi ma pozytywny wpływ na spalanie tkanki tłuszczowej. W trakcie wysiłku u badanych izomaltuloza stanowiła źródło około połowy dostarczonej energii, podczas gdy reszta została pobrana z substancji zapasowych (węglowodanów czy tłuszczów). W porównaniu do sacharozy wzrosło wykorzystanie glikogenu i tłuszczów.
Stabilność mikrobiologiczna produktów zawierających izomaltulozę jest bardzo duża. Wykazano, że izomaltuloza nie wspomaga rozwoju streptokoków w jamie ustnej oraz dodatkowo hamuje rozwój bakterii. Praktycznie nie jest wykorzystywana przez mikroorganizmy występujące w jamie ustnej jako substrat fermentacji, więc nie przyczynia się do powstawania istotnych ilości kwasów powodujących demineralizację zębów. Spożycie izomaltulozy nie powoduje próchnicy zębów. Badania kliniczne udowodniły, że pH w jamie ustnej po spożyciu izomaltulozy nie spada poniżej 5,7, kiedy to dochodzi do demineralizacji.

## Regulacje prawne
Izomaltuloza może być używana w produkcji żywności (decyzje – z 4 kwietnia 2005 r. (2005/457/EC) oraz z 25 lipca 2005 r. (2005/581/EC)). Jej obecność należy zaznaczać w wykazie składników.

## Zastosowanie
Izomaltuloza znalazła zastosowanie w przemyśle spożywczym, gdzie może być wykorzystywana zamiast sacharozy. Może być stosowana w produkcji napojów, produktów zbożowych, zup, sosów, deserów, produktów na bazie mleka, pieczywa, wyrobów cukierniczych i dżemów oraz produktów o obniżonej wartości energetycznej.
Z uwagi na wysoką chemiczną i mikrobiologiczną stabilność (znacznie wyższą niż sacharoza) izomaltuloza jest wykorzystywana w produkcji napojów owocowych o obniżonym pH, czy też w produktach mlecznych zawierających żywe kultury bakterii. Zarówno obniżone pH, jak i bakterie nie są w stanie rozłożyć izomaltulozy, przez co słodycz produktu nie ulega zmianie.